# FAQ: Frequently Asked Questions
FAQ: Frequently Asked Questions ist ein abendfüllender dystopischer Film, geschrieben und inszeniert von Carlos Atanes, der 2004 veröffentlicht wurde.

## Handlung
Der Film spielt in einem vage futuristischen dystopischen Milieu Frankreichs, in dem die Unterdrücker eine rein weibliche Gruppe namens Sisterhood of Metacontrol sind. Sie bombardieren Paris mit einem stetigen Strom von Megaphon-Ankündigungen, die eine strikte Geschlechtertrennung befürworten. Männer und Frauen können zusammenleben und tun dies auch, Berührungen sind jedoch strengstens verboten. Beide Geschlechter werden ermutigt, sich nicht vom anderen Geschlecht beeinflussen zu lassen. Angeline, eine vorbildliche und tadellose Bürgerin, ist gerade dem Orden beigetreten, aber ihre Beziehung zu einem besonderen Mann, Nono, lässt sie die Grundsätze der Doktrin zutiefst in Frage stellen.

## Entstehungsgeschichte
FAQ ist eine Seltenheit in der spanischen Kinematographie, da es sich um einen unabhängigen Film handelt, der in einem Land gedreht wurde, das fast keine Science-Fiction produziert. FAQ zeigt eine zukünftige Welt, die von einer totalitären Regierung regiert wird und in die Fußstapfen anderer berühmter Dystopien wie 1984 und THX 1138 tritt. In FAQ ist die totalitäre Regierung ein Matriarchat.
Carlos Atanes drehte FAQ in einem Jahr, mit drei Jahren Postproduktion. Es wurde 2004 auf dem Girona International Film Festival, dem Buenos Aires Rojo Sangre Fantasy Film Festival, dem Tel Aviv Icon Festival und der spanischen Science Fiction Convention veröffentlicht.
Nach guten Kritiken von Fantasy- und Independent-Film-Websites und Anerkennung durch die Filmfestivals in Athen und Fantasporto übernahm ein Unternehmen aus New York (S.R.S. Cinema, L.L.C.) fünf Jahre lang den Vertrieb des Films. FAQ wurde im August 2007 auf DVD für ein weltweites Publikum veröffentlicht. Im Dezember 2010 veröffentlichte FortKnox Audiovisual eine Special Collector's Edition-DVD, die einige Extras und die kurze Dokumentation About FAQ enthält.

## Auszeichnungen
- 7. Internationales Panorama unabhängiger Filmemacher, (Athen): AUSZEICHNUNG FÜR DEN BESTEN SPIELFILM
- 26. Fantasporto – Porto International Film Festival, (Porto): NOMINIERT für den Europäischen Preis MÉLIÈS D'ARGENT